# Rock Falls (Illinois)
Rock Falls ist eine Kleinstadt (mit dem Status „City“) im Whiteside County im Nordwesten des US-amerikanischen Bundesstaates Illinois. Das U.S. Census Bureau hat bei der Volkszählung 2020 eine Einwohnerzahl von 8.789 ermittelt.

## Geografie
Rock Falls liegt am südlichen Ufer des Rock River, rund 45 km östlich des Mississippi. Die Grenze zu Wisconsin verläuft rund 85 km nördlich. Der Ort liegt auf 41°46′47″ nördlicher Breite und 89°41′20″ westlicher Länge und erstreckt sich über 9 km². Rock Falls bildet das Zentrum der Coloma Township.
Rock Falls liegt gegenüber von Sterling, das auf dem gegenüberliegenden Ufer des Rock River liegt. Weitere Nachbarorte sind Nelson (9,6 km westlich), Tampico (23 km südwestlich) und Prophetstown (26,3 km westsüdwestlich).
Die nächstgelegenen größeren Städte sind Rockford (92,1 km nordöstlich), Chicago (186 km östlich), Peoria (126 km südlich) und die Quad Cities (92,6 km westsüdwestlich).

## Verkehr
Südlich der Stadt verläuft in West-Ost-Richtung die Interstate 88. Im Stadtgebiet von Rock Falls kreuzt der U.S. Highway 30 die Illinois State Route 40, die über eine Brücke aus Richtung der nördlichen Nachbarstadt Sterling nach Rock Falls kommt. Alle weiteren Straßen sind untergeordnete teils unbefestigte Fahrwege sowie innerörtliche Straßen.
Der nächstgelegene Flugplatz ist der Whiteside County Airport am südlichen Stadtrand von Rock Falls; die nächstgelegenen größeren Flughäfen sind der 82 km nordöstlich gelegene Chicago Rockford International Airport und der 93,4 km südwestlich gelegene Quad City International Airport.

## Demografische Daten
Nach der Volkszählung im Jahr 2010 lebten in Rock Falls 9266 Menschen in 3809 Haushalten. Die Bevölkerungsdichte betrug 1029,6 Einwohner pro Quadratkilometer. In den 3809 Haushalten lebten statistisch je 2,41 Personen. 
Ethnisch betrachtet setzte sich die Bevölkerung zusammen aus 91,5 Prozent Weißen, 1,5 Prozent Afroamerikanern, 0,4 Prozent amerikanischen Ureinwohnern, 0,3 Prozent Asiaten sowie 3,3 Prozent aus anderen ethnischen Gruppen; 3,0 Prozent stammten von zwei oder mehr Ethnien ab. Unabhängig von der ethnischen Zugehörigkeit waren 15,1 Prozent der Bevölkerung spanischer oder lateinamerikanischer Abstammung. 
25,2 Prozent der Bevölkerung waren unter 18 Jahre alt, 59,1 Prozent waren zwischen 18 und 64 und 15,7 Prozent waren 65 Jahre oder älter. 51,7 Prozent der Bevölkerung war weiblich.

Das mittlere jährliche Einkommen eines Haushalts lag bei 36.553 USD. Das Pro-Kopf-Einkommen betrug 18.931 USD. 18,6 Prozent der Einwohner lebten unterhalb der Armutsgrenze.